# FK Krasiłów
FK Krasiłów (ukr. Футбольний клуб «Красилів», Futbolnyj Kłub „Krasyliw”) – ukraiński klub piłkarski z siedzibą w Krasiłowie w obwodzie chmielnickim. Założony w roku 2000.
W latach 2000–2002 roku występował w rozgrywkach ukraińskiej Drugiej Lihi, a w 2002–2004 w rozgrywkach ukraińskiej Pierwszej Lihi.

## Historia
Chronologia nazw: 
- 2000—2003: FK Krasiłów (ukr. ФК «Красилів»)
- 2003—2004: Krasyliw-Obołoń Krasiłów (ukr. «Красилів-Оболонь» Красилів)
- 2004—2007: Podilla Chmielnicki (ukr. «Поділля» Хмельницький)
- 2007: Podilla Krasiłów (ukr. «Поділля» Красилів)
- 2007—...: FK Krasiłów (ukr. ФК «Красилів»)

Klub piłkarski FK Krasiłów został założony w 2000 roku. Występował w rozgrywkach Mistrzostw oraz Pucharu obwodu chmielnickiego.
W 2000 roku zgłosił się do rozgrywek w Drugiej Lidze i otrzymał status profesjonalny.
Od sezonu 2000/01 występował w Drugiej Lidze.
W sezonie 2001/02 klub zajął pierwsze miejsce i awansował do Pierwszej Lihi.
Od sezonu 2003/04 klub nazywał się Krasyliw-Obołoń (główny sponsor browar „Obołoń” posiada zakład w Krasiłowie).
Latem 2004 roku odbyła się fuzja z klubem Podilla Chmielnicki, który występował w Drugiej Lidze, dzięki czemu klub ze stolicy obwodu uzyskał możliwość występować w Pierwszej Lidze. Po fuzji klub z nową nazwą Podilla Chmielnicki występował w Chmielnickim. W sezonie 2006/07 klub ukończył rundę jesienną oraz zagrał dwa mecze rundy wiosennej. Później miejscowa władza odmówiła w finansowaniu klubu tak jak klub był prywatną własnością. Wtedy klub przeniósł się do Krasiłowa, zmienił nazwę na Podilla Krasiłów, ale zajął spadkowe 18. miejsce i został zdegradowany do Drugiej Lihi. Jednak w następnym sezonie do rozgrywek w Drugiej Lidze przystąpił nowo utworzony Podilla-Chmelnyćkyj Chmielnicki. Klub Podilla Krasiłów ponownie przyjął nazwę FK Krasiłów i występuje w rozgrywkach Mistrzostw i Pucharu obwodu chmielnickiego.

## Sukcesy
- 8. miejsce w Pierwszej Lidze (1 x):

2002/03

## Inne
- Słucz Krasiłów
- Podilla Chmielnicki
- Podillia-Chmelnyćkyj Chmielnicki